# 議政府駅
議政府駅（ウィジョンブえき）は、大韓民国京畿道議政府市議政府洞にある韓国鉄道公社（KORAIL）の駅。

## 利用可能な鉄道路線
韓国鉄道公社
京元電鉄線 - 駅番号は110。
郊外線

## 駅構造
島式ホーム3面6線を有する地上駅で、橋上駅舎を持つ。1 - 4番線を京元電鉄線が使用している。5・6番線は低床ホームで、現在は郊外線のムグンファ号発着用のホームとして使用がされている。このホームはかつてより郊外線や京元線の通勤列車などの用途に用いられていた。

### のりば
| 1・2 | 京元電鉄線（下り）  | 緩行           | 道峰山・光云大・清凉里・仁川方面 |
| 1・2 | 京元電鉄線（下り）  | 急行           | 道峰山・光云大・清凉里・仁川方面 |
| 3・4 | 京元電鉄線（上り）  | 緩行           | 楊州・徳亭・東豆川・漣川方面     |
| 3・4 | 京元電鉄線（上り）  | 急行           | 徳亭・東豆川中央・東豆川方面     |
| 5・6 | 郊外線 ムグンファ号 | 日迎・大谷方面 |                                  |

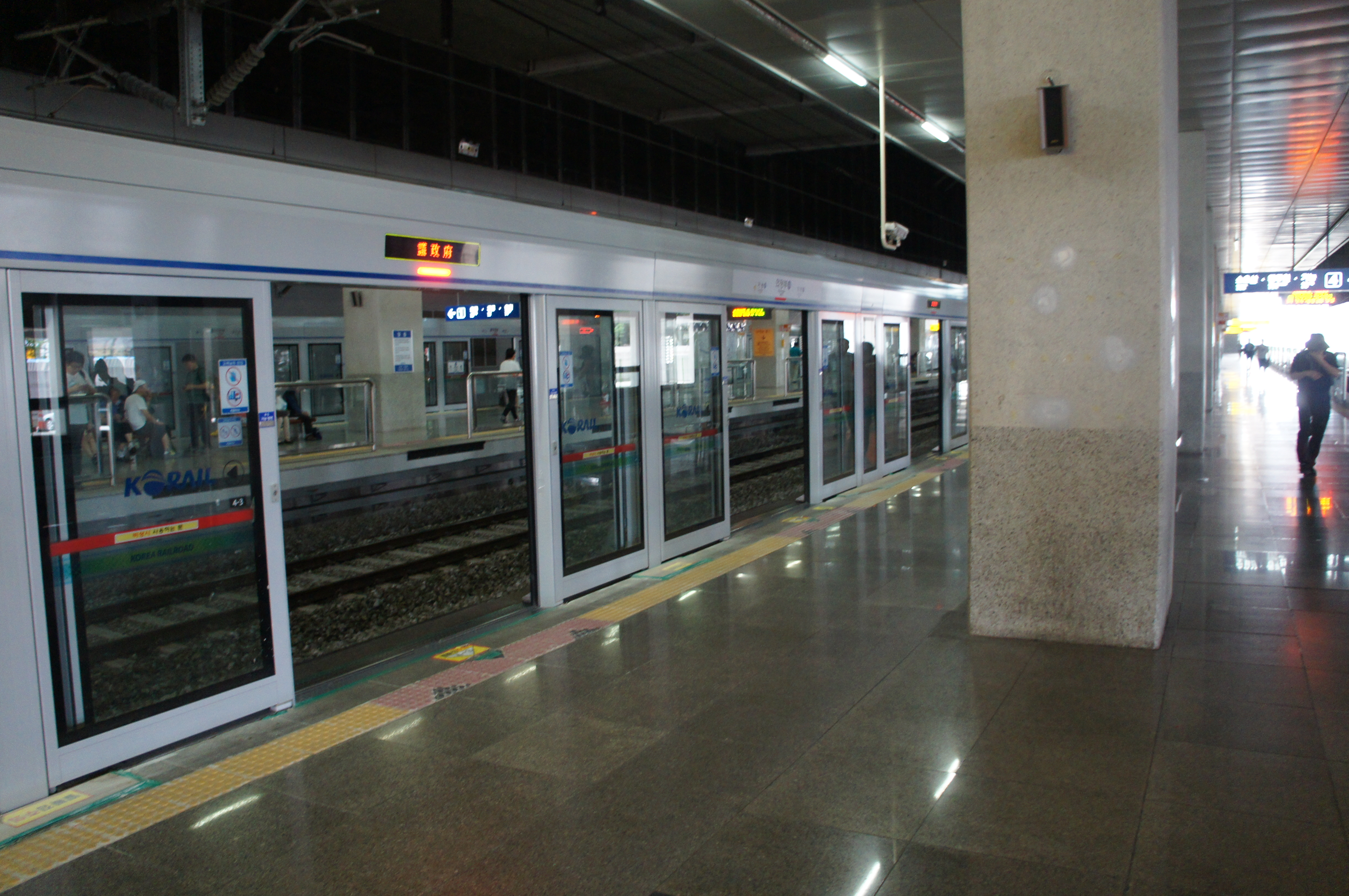
1号線 逍遥山方面ホーム
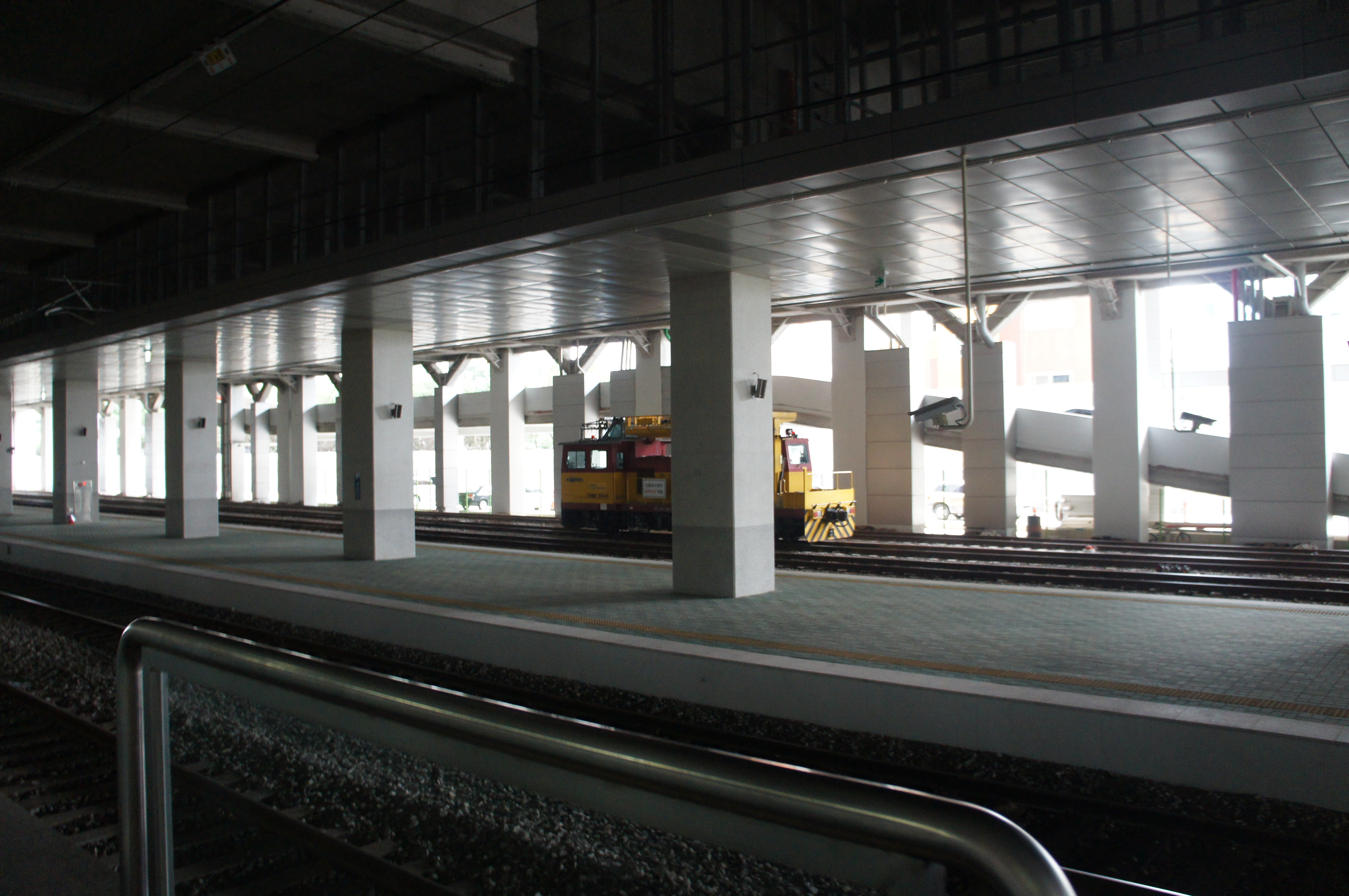
5・6番ホーム
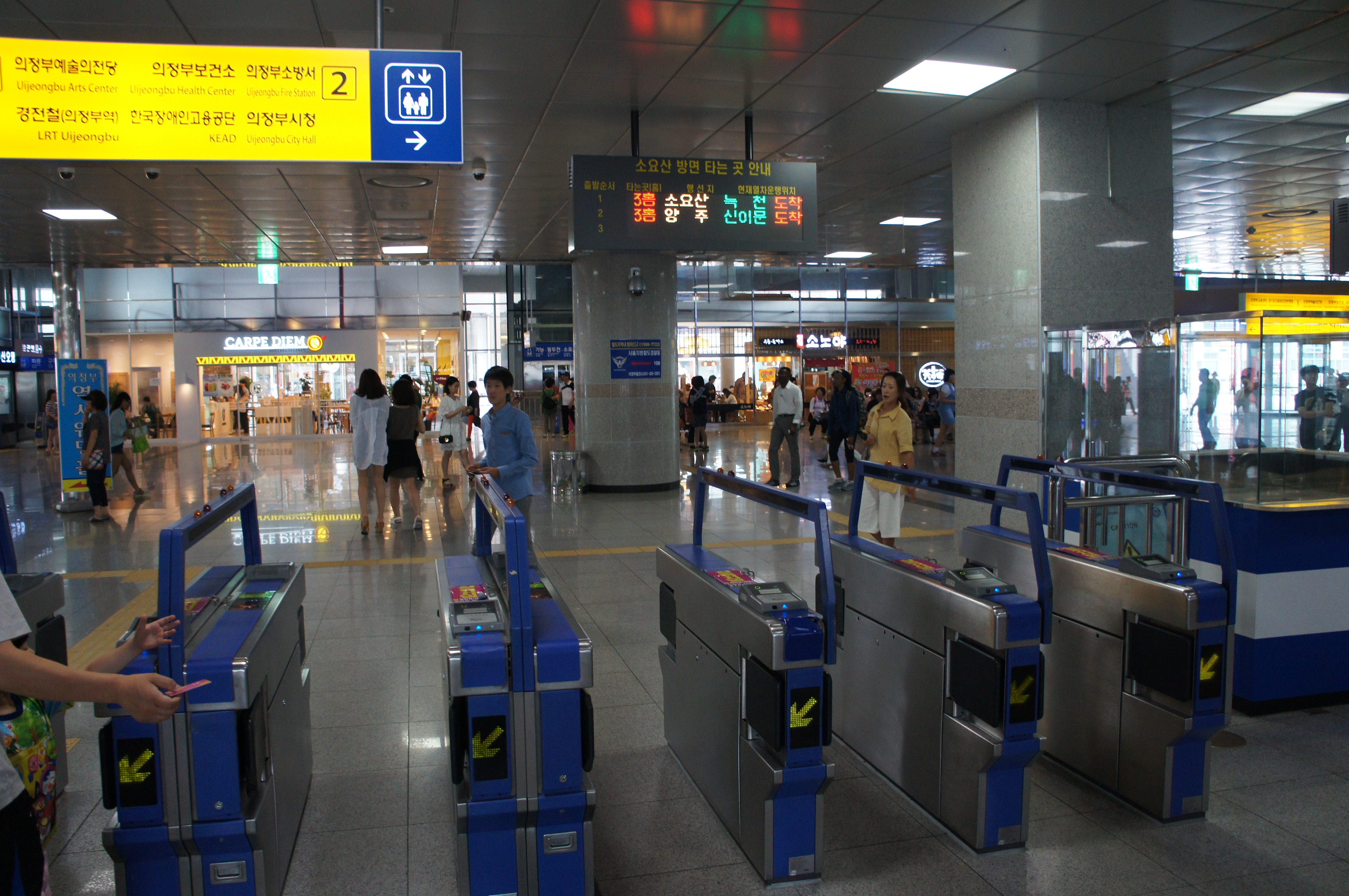
改札口

## 利用状況
近年の1日平均利用人員推移は下記のとおりである。
| 路線       | 路線     | 2000年 | 2001年 | 2002年 | 2003年 | 2004年 | 2005年 | 2006年 | 2007年 | 2008年 | 2009年 | 出典  |
| ---------- | -------- | ------ | ------ | ------ | ------ | ------ | ------ | ------ | ------ | ------ | ------ | ----- |
| 京元電鉄線 | 乗車人員 | 17,091 | 46,691 | 47,854 | 46,354 | 22,470 | 21,632 | 21,362 | 20,126 | 21,438 | 21,351 | [ 1 ] |
| 京元電鉄線 | 降車人員 | 12,760 | 24,208 | 25,311 | 25,955 | 23,030 | 22,978 | 22,834 | 21,917 | 22,902 | 22,570 | [ 1 ] |
| 路線       | 路線     | 2010年 | 2011年 | 2012年 | 2013年 | 2014年 | 2015年 | 2016年 | 2017年 | 2018年 | 2019年 | 出典  |
| 京元電鉄線 | 乗車人員 | 21,475 | 22,023 | 24,307 | 24,356 | 24,703 | 23,595 | 23,025 | 22,071 | 21,615 | 21,849 | [ 1 ] |
| 京元電鉄線 | 降車人員 | 22,510 | 23,151 | 25,537 | 25,695 | 26,083 | 24,901 | 24,248 | 23,315 | 22,763 | 23,042 | [ 1 ] |
| 路線       | 路線     | 2020年 | 2021年 | 2022年 | 2023年 |        |        |        |        |        |        |       |
| 京元電鉄線 | 乗車人員 | 15,468 | 15,731 | 17,622 | 18,464 |        |        |        |        |        |        |       |
| 京元電鉄線 | 降車人員 | 16,140 | 16,291 | 18,394 | 19,210 |        |        |        |        |        |        |       |

## 駅周辺
- 京畿道医療院議政府病院
- 京畿北部圏域応急医療センター
- 京畿北部商工会議所
- 京畿北部韓国鑑定院
- 国民健康保険公団 議政府支社
- 勤労福祉公団 議政府支社
- 議政府警察署
- 議政府ブデチゲ通り
- 議政府税務署
- 議政府消防署
- 議政府市庁
- 議政府市庁少年会館
- 議政府芸術の殿堂
- 議政府情報図書館
- 議政府地方検察庁
- 直洞近隣公園
- KT 議政府支店
- 議政府軽電鉄 軽電鉄議政府駅 - 旅客案内では「議政府駅」と称されるが、乗換駅とはなっていない。
- 新世界百貨店議政府店
- 議政府第一市場

## 歴史
- 1911年10月15日 - 普通駅として営業開始。
- 1950年6月30日 - 朝鮮戦争により駅舎焼失。
- 1963年8月20日 - 郊外線が全線開業し、旅客輸送を開始。
- 1966年8月4日 - 駅舎新築竣工。
- 1986年9月2日 - 京元電鉄線倉洞～当駅間が開業。
- 1987年10月5日 - 京元電鉄線が議政府北部駅（今:佳陵駅）まで延伸開業し、途中駅となる。
- 2004年3月31日 - 郊外線の通勤列車の運行がこの日をもって中止となる。
- 2005年12月21日 - 東廟前駅の開業により、駅番号が111から110に変わる。
- 2006年5月1日 - 小荷物取り扱い中止。
- 2006年12月15日 - 京元電鉄線佳陵～逍遥山間が開通し、京元線の気動車列車の発着がなくなる。同時に当駅と同一駅の扱いだった臨時駅の議政府北部駅が佳陵駅に独立。
- 2009年10月31日 - 貨物取り扱い中止。
- 2012年1月18日 - 民資駅舎の営業開始。。
- 2014年7月4日 - ホームドアの設置完了。
- 2014年8月1日 - DMZ-trainの運行開始。
- 2019年4月1日 - DMZ-trainの運行休止。
- 2023年12月28日 - DMZ-trainの運行終了。
- 2025年1月11日：郊外線の旅客営業が再開されたことにより、5・6番線からの定期列車の発着が再開された[2]。

## 隣の駅
韓国鉄道公社
京元電鉄線
急行
楊州駅 (107) - 議政府駅 (110) - 回龍駅 (111)
緩行
佳陵駅 (109) - 議政府駅 (110) - 回龍駅 (111)
郊外線
ムグンファ号
松湫駅 - 議政府駅